# Chubbinella
Chubbinella es un género de foraminífero bentónico de la subfamilia Rhapydionininae, de la familia Rhapydioninidae, de la superfamilia Alveolinoidea, del suborden Miliolina y del orden Miliolida. Su especie tipo es Chubbinella cardenasensis.  Su rango cronoestratigráfico abarca desde el Campaniense hasta el Maastrichtiense (Cretácico superior).

## Clasificación
Chubbinella incluye a la siguiente especie:
- Chubbinella cardenasensis †, también considerada como Praechubbina cardenasensis